# Juan Bernat
Juan Bernat Velasco (phát âm tiếng Tây Ban Nha: [ˈxwam beɾˈnat];  sinh ngày 1 tháng 3 năm 1993) là một cầu thủ bóng đá người Tây Ban Nha chơi cho câu lạc bộ Paris Saint-Germain của Pháp và Đội tuyển quốc gia Tây Ban Nha. Vị trí sở trường của anh là hậu vệ cánh trái nhưng cũng có thể chơi như một tiền vệ.
Anh bắt đầu sự nghiệp tại câu lạc bộ Valencia, góp mặt trong ba chiến dịch La Liga cho câu lạc bộ. Anh chuyển đến Bayern Munich vào năm 2014 và giành 4 chức vô địch Bundesliga trong 4 năm thi đấu tại đây.
Sau khi cùng U-19 Tây Ban Nha vô địch giải U-19 Châu Âu năm 2012, Bernat đã có trận ra mắt cho ĐTQG Tây Ban Nha vào năm 2014.

## Danh hiệu

### Câu lạc bộ
Bayern Munich
- Bundesliga: 2014–15, 2015–16, 2016–17, 2017–18
- DFB-Pokal: 2015–16
- DFL-Supercup: 2016, 2018

Paris Saint-Germain
- Ligue 1: 2018–19, 2019–20,[2] 2021–22,[3] 2022–23
- Coupe de France: 2019–20
- Coupe de la Ligue: 2019–20[4]
- Trophée des Champions: 2019,[5] 2022[6]

### Quốc tế
U-17 Tây Ban Nha
- UEFA European Under-17 Championship á quân: 2010[7]

Tây Ban Nha U19
- UEFA European Under-19 Championship: 2012[8]